# Christine Evangelista
Christine Evangelista (Staten Island, 27 de outubro de 1986) é uma atriz norte-americana. Ela é mais conhecida por interpretar Sherry em The Walking Dead (2015-2017) e Fear the Walking Dead (2019-presente).

## Vida e carreira
Evangelista nasceu na cidade de Nova Iorque e se formou na Herbert Berghof School of Acting.
Em Nova Iorque, Evangelista se apresentou em vários shows off-Broadway e fez aparições em episódios de televisão de Law & Order, White Collar, Royal Pains, The Good Wife, Blue Bloods e 666 Park Avenue.
Ela assumiu um papel regular na única temporada da série de televisão da Paramount Network, The Kill Point, em 2007. Em 2013, Evangelista estrelou como regular na série dramática de curta duração da ABC, Lucky 7, seguido com um papel recorrente como Allison Rafferty na série da NBC, Chicago Fire. Em 2016, ela teve um papel recorrente como Sherry em The Walking Dead da AMC. Em 2017, enquanto ainda aparecia em The Walking Dead, Evangelista estrelava como protagonista da série de televisão da E!, The Arrangement. Ela vai estrelar ao lado de Michael Fassbender, Jennifer Garner, Michelle Rodriguez, Lindsay Lohan, Maggie Q, Adam Copeland e Jean-Claude Van Damme no filme de suspense de ação Harlem, ambientado nos anos 1920-1930.
Evangelista apareceu em vários filmes. Teve papel de protagonista no filme independente Red Butterfly (2014), e posteriormente atuou como coadjuvante nos filmes The Intern (2015) e Bleed for This (2016).
Christine Evangelista é prima da supermodelo Linda Evangelista.

## Filmografia

### Filmes
| Ano  | Título                     | Papel                               | Notas          |
| ---- | -------------------------- | ----------------------------------- | -------------- |
| 2007 | Goodbye Baby               | Melissa                             |                |
| 2008 | Awilda and a Bee           | Menina branca vencedora             | Curta-metragem |
| 2009 | This Is Madness            | Recepcionista                       | Curta-metragem |
| 2009 | Arranged: The Musical      | Christine                           | Curta-metragem |
| 2009 | The Good Guy               | Brooke                              |                |
| 2009 | The Joneses                | Naomi Madsen                        |                |
| 2010 | Harvest                    | Tina                                |                |
| 2011 | Escapee                    | Abby Jones                          |                |
| 2011 | Underground                | Jenna Hughes                        |                |
| 2012 | Alter Egos                 | Emily                               |                |
| 2014 | Red Butterfly              | Cleo McKenna                        |                |
| 2015 | The Intern                 | Equipe Criativa da ATF              |                |
| 2016 | Bleed for This             | Mulher no quarto de hotel de Caesar |                |
| 2016 | Long Nights Short Mornings | Natalie                             |                |

### Televisão
| Ano       | Título                | Papel            | Notas                                                                                          |
| --------- | --------------------- | ---------------- | ---------------------------------------------------------------------------------------------- |
| 2005      | Law & Order           | Lindsay Doyle    | Episódio: "House of Cards"                                                                     |
| 2006      | Conviction            | Alyssa Burnside  | Episódio: "The Wall"                                                                           |
| 2007      | The Kill Point        | Ashley Beck      | Papel principal; 8 episódios                                                                   |
| 2008      | Canterbury's Law      | Kathy Delgato    | Episódio: "Sweet Sixteen"                                                                      |
| 2009      | Law & Order           | Adrian Hemmings  | Episódio: "All New"                                                                            |
| 2010      | White Collar          | Veronica Naylon  | Episódio: "Copycat Caffrey"                                                                    |
| 2010      | Royal Pains           | Michelle         | Episódio: "The Hankover"                                                                       |
| 2010      | The Good Wife         | Madeleine        | Episódio: "Double Jeopardy"                                                                    |
| 2011      | Blue Bloods           | Jolene           | Episódio: "Little Fish"                                                                        |
| 2012      | Dumb Girls            | Michelle         | Piloto de televisão não vendido                                                                |
| 2012–2013 | 666 Park Avenue       | Libby Griffith   | 2 episódios                                                                                    |
| 2013      | Lucky 7               | Mary Lavecchia   | Papel principal; 6 episódios                                                                   |
| 2014      | Chicago Fire          | Allison Rafferty | Papel recorrente; 5 episódios                                                                  |
| 2015      | The Adversaries       | Emma Fisher      | Piloto de televisão não vendido                                                                |
| 2015–2017 | The Walking Dead      | Sherry           | Papel recorrente (6–7ª temporada) 4 episódios                                                  |
| 2017–2018 | The Arrangement       | Megan Morrison   | Protagonista; 20 episódios                                                                     |
| 2019–2023 | Fear the Walking Dead | Sherry           | Função de voz não creditada (5ª temporada) Papel principal (6ª temporada–presente) 9 episódios |
| TBA       | Erase                 | Noreen Rodriguez | Telefilme                                                                                      |

### Jogos eletrônicos
| Ano  | Título                         | Papel      | Notas     |
| ---- | ------------------------------ | ---------- | --------- |
| 2012 | Alan Wake's American Nightmare | Emma Sloan | Dubladora |